# Боргоратто-Алессандрино
Боргоратто-Алессандрино (итал. Borgoratto Alessandrino) — коммуна в Италии, располагается в регионе Пьемонт, в провинции Алессандрия.
Население составляет 607 человек (2008 г.), плотность населения составляет 92 чел./км². Занимает площадь 7 км². Почтовый индекс — 15013. Телефонный код — 0131.
Покровителем населённого пункта считается святой Bernardo di Chiaravalle.

## Демография
Динамика населения:

## Администрация коммуны
- Официальный сайт: